# Stefan Nutz
Stefan Nutz (Judenburg, 15 febbraio 1992) è un ex calciatore austriaco, di ruolo centrocampista.

## Caratteristiche tecniche
Interno di centrocampo, può essere schierato come mediano o trequartista.

## Carriera
Il 17 luglio 2014, in un incontro valido per l'Europa League, realizza una doppietta contro l'FK Čukarički Stankom (0-4).

## Palmarès

### Club

#### Competizioni nazionali
- Erste Liga: 2

Grödig: 2012-2013
Ried: 2019-2020